# Halterofília als Jocs Olímpics d'estiu de 2004
Als Jocs Olímpics d'Estiu de 2004 celebrats a la ciutat d'Atenes (Grècia) es disputaren 15 proves d'halterofília, vuit en categoria masculina i set en categoria femenina.
La competició tingué lloc entre els dies 14 i 20 d'agost de 2004 al Centre Olímpic d'Halterofília de Níkea.

## Comitès participants
Participeren un total de 249 halters, entre ells 164 homes i 85 dones, de 79 comitès nacionals diferents:
| - Albània (2) - Alemanya (4) - Algèria (2) - Argentina (2) - Armènia (4) - Aruba (1) - Austràlia (2) - Àustria (1) - Azerbaidjan (5) - Aràbia Saudita (4) - Belarús (8) - Bulgària (9) - Camerun (2) - Canadà (2) - Colòmbia (9) - Comores (1) - Corea del Nord (4) - Corea del Sud (7) - Croàcia (1) - Cuba (2) | - Egipte (5) - Equador (2) - Eslovàquia (3) - Espanya (2) - Estats Units (5) - El Salvador (1) - Fiji (1) - França (5) - Geòrgia (2) - Grècia (10) - Guatemala (1) - Guyana (1) - Hongria (7) - Índia (3) - Indonèsia (6) - Iran (6) - Iraq (1) - Illes Cook (1) | - Japó (4) - Kazakhstan (3) - Kiribati (1) - Kirguizstan (1) - Letònia (1) - Líbia (2) - Lituània (1) - Malàisia (1) - Marroc (1) - Maurici (1) - Mèxic (1) - Micronèsia (1) - Moldàvia (3) - Mongòlia (1) - Myanmar (1) - Nauru (3) - Nigèria (2) - Noruega (1) - Papua Nova Guinea (1) - Perú (1) - Polònia (7) | - Qatar (2) - Regne Unit (2) - República Dominicana (1) - Txèquia (1) - Romania (7) - Rússia (9) - Samoa (1) - Samoa Americana (1) - Seychelles (1) - Tailàndia (5) - Tunísia (2) - Turquia (9) - Turkmenistan (1) - Ucraïna (9) - Uganda (1) - Uzbekistan (3) - Veneçuela (3) - Vietnam (1) - R.P. de la Xina (10) - Xina-Taiwan (8) |

## Dopatge
Un total de 12 halters foren desqualificats per dopatge, especialment destacat el del grec Leonidas Sambanis, que anteriorment havia aconseguit dues medalles de plata.

## Resum de medalles

### Categoria masculina
| Prova    | Or                | Argent              | Bronze             |
| – 56 kg  | Halil Mutlu       | Wu Meijin           | Sedat Artuç        |
| – 62 kg  | Shi Zhiyong       | Le Maosheng         | Israel José Rubio  |
| – 69 kg  | Zhang Guozheng    | Lee Bae-Young       | Nikolai Peixalov   |
| – 77 kg  | Taner Sağır       | Sergey Filimonov    | Oleg Perepetchenov |
| – 85 kg  | Giorgui Assanidze | Andrei Rybakou      | Pirros Dimas       |
| – 94 kg  | Milen Dobrev      | Khadjimourad Akkaev | Eduard Tjukin      |
| – 105 kg | Dmitry Berestov   | Igor Razoronov      | Gleb Pisarevskiy   |
| + 105 kg | Hossein Rezazadeh | Viktors Scerbatihs  | Velichko Cholakov  |

### Categoria femenina
| Prova   | Or              | Argent              | Bronze             |
| – 48 kg | Nurcan Taylan   | Li Zhuo             | Aree Wiratthaworn  |
| – 53 kg | Udomporn Polsak | Raema Lisa Rumbewas | Mabel Mosquera     |
| – 58 kg | Chen Yanqing    | Ri Song Hui         | Wandee Kameaim     |
| – 63 kg | Nataliya Skakun | Hanna Batsiushka    | Tatsiana Stukalava |
| – 69 kg | Liu Chunhong    | Eszter Krutzler     | Zarema Kasaeva     |
| – 75 kg | Pawina Thongsuk | Natalia Zabolotnaia | Valentina Popova   |
| + 75 kg | Tang Gonghong   | Jang Mi-Ran         | Agata Wróbel       |

## Medaller
| Posició | País            | Or | Argent | Bronze | Total |
| 1       | R.P. de la Xina | 5  | 3      | 0      | 8     |
| 2       | Turquia         | 3  | 0      | 1      | 4     |
| 3       | Tailàndia       | 2  | 0      | 2      | 4     |
| 4       | Rússia          | 1  | 2      | 5      | 8     |
| 5       | Ucraïna         | 1  | 1      | 0      | 2     |
| 6       | Bulgària        | 1  | 0      | 1      | 2     |
| 7       | Geòrgia         | 1  | 0      | 0      | 1     |
| 7       | Iran            | 1  | 0      | 0      | 1     |
| 9       | Belarús         | 0  | 2      | 1      | 3     |
| 10      | Corea del Sud   | 0  | 2      | 0      | 2     |
| 11      | Corea del Nord  | 0  | 1      | 0      | 1     |
| 11      | Hongria         | 0  | 1      | 0      | 1     |
| 11      | Indonèsia       | 0  | 1      | 0      | 1     |
| 11      | Kazakhstan      | 0  | 1      | 0      | 1     |
| 11      | Letònia         | 0  | 1      | 0      | 1     |
| 16      | Colòmbia        | 0  | 0      | 1      | 1     |
| 16      | Croàcia         | 0  | 0      | 1      | 1     |
| 16      | Grècia          | 0  | 0      | 1      | 1     |
| 16      | Polònia         | 0  | 0      | 1      | 1     |
| 16      | Veneçuela       | 0  | 0      | 1      | 1     |